# Rubus bonatianus
Rubus bonatianus es una especie de planta del género Rubus, perteneciente a la familia Rosaceae.

## Taxonomía
Rubus bonatianus fue descrita por Wilhelm Olbers Focke en 1914.

## Distribución
Se encuentra en el territorio centro-sur de China.